# Монтерей (округ)
Монтере́й (англ. Monterey County) — округ на западе центральной части штата Калифорния, США. Население округа по данным переписи 2010 года составляет 415 057 человек. Административный центр — город Салинас.

Дом на побережье в городе Кармель, Округ Монтерей, Калифорния

## История
Округ Монтерей был образован в 1850 году, непосредственно при создании штата Калифорния. В 1874 году часть территории была передана округу Сан-Бенито.

## География
Общая площадь округа равняется 9770 км², из которых 8500 км² составляет суша и 1270 км² (13,0 %) — водные поверхности. На северо-западе омывается заливом Монтерей, а на западе — Тихим океаном. Граничит с округом Санта-Круз (на севере), округами Сан-Бенито и Фресно (на востоке), округом Кингс (на юго-востоке) и округом Сан-Луис-Обиспо (на юге).

## Население
По данным переписи 2000 года, население округа составляет 401 762 человека. Плотность населения равняется 41 чел/км². Расовый состав округа включает 55,9 % белых; 3,8 % чёрных или афроамериканцев; 1,1 % коренных американцев; 6,0 % азиатов; 0,5 % выходцев с тихоокеанских островов; 27,8 % представителей других рас и 5,0 % представителей двух и более рас. 46,79 % из всех рас — латиноамериканцы. Для 52,9 % населения родным языком является английский; для 39,6 % — испанский и для 1,6 % — тагальский.
Из 121 236 домохозяйств 39,1 % имеют детей в возрасте до 18 лет, 56,0 % являются супружескими парами, проживающими вместе, 11,6 % являются женщинами, проживающими без мужей, а 27,5 % не имеют семьи. 21,2 % всех домохозяйств состоят из отдельно проживающих лиц, в 8,2 % домохозяйств проживают одинокие люди в возрасте 65 лет и старше. Средний размер домохозяйства составил 3,14, а средний размер семьи — 3,65.
В округе проживает 28,4 % населения в возрасте до 18 лет; 10,9 % от 18 до 24 лет; 31,4 % от 25 до 44 лет; 19,3 % от 45 до 64 лет и 10,0 % в возрасте 65 лет и старше. Средний возраст населения — 32 года. На каждые 100 женщин приходится 107,3 мужчин. На каждые 100 женщин в возрасте 18 лет и старше приходится 107,7 мужчин.
Средний доход на домашнее хозяйство составил $48 305, а средний доход на семью $51 169. Доход на душу населения равен $20 165.
Динамика численности населения по годам:
| 1950    | 1960    | 1970    | 1980    | 1990    | 2000    | 2010    |
| ------- | ------- | ------- | ------- | ------- | ------- | ------- |
| 130 498 | 198 351 | 250 071 | 290 444 | 355 660 | 401 762 | 415 057 |